# (7153) Vladzakharov
(7153) Vladzakharov (1975 XP3) – planetoida z grupy pasa głównego asteroid okrążająca Słońce w ciągu 3,61 lat w średniej odległości 2,35 j.a. Odkryta 2 grudnia 1975 roku.